# Alberto Cerri
Alberto Cerri (Parma, 16 de abril de 1996) es un futbolista italiano que juega como delantero en el Como 1907 de la Serie A.

## Trayectoria
Se formó en las inferiores del Parma, demostrando sus cualidades como goleador en ellas.
En 2013 fue ascendido al primer equipo del Parma. Estuvo en el banco de suplentes en 5 ocasiones hasta que llegó su debut como profesional, fue el 30 de marzo ante Pescara Calcio, ingresó al minuto 75 por Amauri, su equipo ganó 3 a 0.
Para la temporada 2015-16 pasó a ser parte de la Juventus de Turín, uniéndose a los entrenamientos el primer día de la pretemporada el 16 de julio de 2015.
Fue cedido a préstamo a Cagliari, para que tenga rodaje en la Serie B. Alberto tuvo continuidad, ya que disputó 24 partidos y anotó 3 goles en el torneo, además jugó 2 encuentros por la Copa Italia.

## Selección nacional
Fue convocado para defender la selección de Italia sub-17 en 2011 y jugó 7 encuentros en los que anotó 2 goles. Ya en 2012, estuvo en 10 partidos e hizo 6 goles.
Participó de la Copa Mundial de Fútbol Sub-17 en Emiratos Árabes pero quedaron eliminados en octavos de final ante México. En el año, con su selección disputó 13 partidos y marcó 5 goles. También fue convocado para la selección italiana sub-18 y sub-19.

### Participaciones en categorías inferiores
| Competición                                   | Sede       | Resultado        | Partidos | Goles |
| --------------------------------------------- | ---------- | ---------------- | -------- | ----- |
| Campeonato Europeo Sub-17 de la UEFA 2012     | Eslovenia  | Ronda Élite      | 6        | 2     |
| Campeonato Europeo Sub-17 de la UEFA 2013     | Eslovaquia | Subcampeón       | 7        | 3     |
| Copa Mundial Sub-17 de 2013                   | EAU        | Octavos de final | 4        | 0     |
| Campeonato Europeo de la UEFA Sub-19 2014     | Hungría    | Ronda Élite      | 3        | 0     |
| Campeonato Europeo de la UEFA Sub-19 2015     | Grecia     | Ronda Élite      | 6        | 3     |
| Clasificación para la Eurocopa Sub-21 de 2017 | Europa     | Clasificó        | 6        | 2     |

## Estadísticas
Actualizado al 29 de diciembre de 2016.
| Club                     | Div.          | Temporada     | Liga  | Liga  | Copas nacionales | Copas nacionales | Torneos internacionales | Torneos internacionales | Total | Total |
| Club                     | Div.          | Temporada     | Part. | Goles | Part.            | Goles            | Part.                   | Goles                   | Part. | Goles |
| ------------------------ | ------------- | ------------- | ----- | ----- | ---------------- | ---------------- | ----------------------- | ----------------------- | ----- | ----- |
| Parma · Italia           | 1.ª           | 2012-13       | 1     | 0     | 0                | 0                | -                       | -                       | 1     | 0     |
| Parma · Italia           | 1.ª           | 2013-14       | 1     | 0     | 0                | 0                | -                       | -                       | 1     | 0     |
| Parma · Italia           | Total club    | Total club    | 2     | 0     | 0                | 0                | 0                       | 0                       | 2     | 0     |
| Virtus Lanciano · Italia | 2.ª           | 2014-15       | 19    | 4     | 0                | 0                | -                       | -                       | 19    | 4     |
| Virtus Lanciano · Italia | Total club    | Total club    | 19    | 4     | 0                | 0                | 0                       | 0                       | 19    | 4     |
| Cagliari · Italia        | 2.ª           | 2015-16       | 24    | 3     | 2                | 0                | -                       | -                       | 26    | 3     |
| Cagliari · Italia        | Total club    | Total club    | 24    | 3     | 2                | 0                | 0                       | 0                       | 26    | 3     |
| SPAL 2013 · Italia       | 2.ª           | 2016-17       | 15    | 1     | 2                | 1                | -                       | -                       | 17    | 2     |
| SPAL 2013 · Italia       | Total club    | Total club    | 15    | 1     | 2                | 1                | 0                       | 0                       | 17    | 2     |
| Pescara · Italia         | 1.ª           | 2016-17       | 0     | 0     | -                | -                | -                       | -                       | 0     | 0     |
| Pescara · Italia         | Total club    | Total club    | 0     | 0     | 0                | 0                | 0                       | 0                       | 0     | 0     |
| Total carrera            | Total carrera | Total carrera | 60    | 8     | 4                | 1                | 0                       | 0                       | 64    | 9     |

## Palmarés

### Distinciones individuales
| Distinción                                                                | Año  |
| ------------------------------------------------------------------------- | ---- |
| Parte de los 50 mejores futbolistas sub-18 del mundo según medio Goal.com | 2014 |